# Sincé
San Luis de Sincé en un municipio colombiano ubicado en la subregión de La Sabana del departamento de Sucre, a 30 km al sureste de Sincelejo.  
Fue fundado el 10 de noviembre de 1775 por don Antonio de la Torre y Miranda. Entre los principales atractivos del municipio se cuentan el Santuario de la Virgen del Socorro, las Fiestas Patronales, la Matanza del Tigre, la Semana de la Sinceanidad y las Corralejas, entre otros. 

## Vías de acceso
- Aéreas: El aeropuerto más cercano es el Aeropuerto Las Brujas de la ciudad de Corozal, ubicado a 20 minutos del casco urbano.

- Terrestres: Sincé cuenta con una carretera asfaltada que lo comunica con los Municipios de Corozal, San Juan de Betulia, y Galeras.

## División Político-Administrativa
Aparte de su Cabecera municipal. San Luis de Sincé tiene bajo su jurisdicción los siguientes centros poblados:
- Bazán
- Cocorote
- Galápago
- Granada (Juan Gordo)
- La Vivienda
- Los Limones
- Moralito
- Perendengue
- Porvenir
- Valencia
- Vélez

## Historia
A la llegada de los españoles en 1533 al interior de lo que después se llamó provincia de Cartagena. El territorio de Sincé se convirtió en encomienda, esta situación varió muy poco, debido a que las costumbres de los indígenas se mantuvieron dentro de su área de protección. Al terminarse la encomienda de don Diego de Mesa, entre 1630 y 1640, probablemente comenzaron a establecerse en el territorio los primeros colonos españoles que se dedicaban a la agricultura y la ganadería. Cuando llegó don Antonio de la Torre y Miranda al sitio de Nuestra Señora de Sincé la población indígena había disminuido como consecuencia del mestizaje con los españoles.
La población dispersa del sitio de Nuestra Señora de Sincé recibió la visita de don Antonio de la Torre y Miranda. Según el historiador José P. Urueta, Sincé fue el decimoséptimo pueblo visitado por el ilustre Congregador de Pueblos. 
Según la costumbre cívica española, se daba a las aldeas recién fundadas y establecidas el nombre del santo que correspondía al día del descubrimiento o al día en que se hacía el traslado de la población a un nuevo sitio. Generalmente dejaban el nombre nativo con el cual ya se conocía, y le agregaban el del santo correspondiente. En el caso de Sincé, antes de su traslado la parroquia se conocía con el nombre de Nuestra Señora de Sincé, pero al ser trasladada, el 10 de noviembre de 1775, Don Antonio de la Torre y Miranda le dio el nombre de San Luis de Sincé.

## Geografía

### Límites
- Norte: con los municipios de San Pedro, Los Palmitos y San Juan de Betulia.
- Sur: con los municipios de San Benito Abad y Galeras.
- Oriente: con el municipio de Buenavista.
- Occidente: con los municipios del El Roble y Corozal.

### Otros datos
- Extensión total: La superficie aproximada del Municipio de Sincé es de 410,56 km²
- Extensión del área urbana: 1,49 km²
- Extensión del área rural: 408,31 km²

## Símbolos

### Escudo
El escudo representa el sentir y forma de vida del hombre sinceano. Está constituido por un paralelogramo formado por seis partes de longitud por cinco de anchura, cuyos ángulos inferiores son redondos. El campo del escudo está cuartelado en cruz y cada cuartel está constituido en la siguiente forma:
1. La cruz es de color blanco y la anchura de sus brazos es igual a la octava parte de la anchura del escudo.
2. El cuartel superior izquierdo es de color verde y lleva una cabeza de perfil representando a un indígena Caribe.
3. El cuartel superior derecho lleva esmalte rojo y en cuyo centro lleva un sol formado por un círculo perfecto rodeado de 16 rayos, mitad rectos y mitad ondulado.
4. El cuartel inferior izquierdo está esmaltado en rojo y lleva en su centro un árbol representando un trébol al natural, a orilla de una aguada.
5. El cuartel inferior derecho está esmaltado en verde y tiene en su centro un toro de raza cebú.
6. En la parte superior del escudo lleva un listón con la siguiente divisa: «EL SOL BRILLA PARA TODOS».
7. En la parte inferior lleva otro listón con el nombre «SINCÉ», ambos listones son de color dorado.
8. Rodeando las partes laterales e inferiores del conjunto van colocadas dos matas de maíz, cuyos extremos superiores quedan inmediatamente por debajo de los extremos del listón y sus extremos inferiores se cruzan entre sí en la parte media e inferior de todo el conjunto: estas matas de maíz son verdes claro.

### Bandera
La bandera o pabellón de Sincé fue adoptada en el año 1875. Sus colores son rojo, blanco y azul, cuyos significados se dan a continuación:
- Rojo: Representa la fortaleza, el coraje y la osadía. Este color tiene forma de triángulo cuya base ocupa todo el ancho de la bandera, a lo largo de la vaina colocado en el canto vertical de la bandera y su vértice está dirigido hacia la longitud en el centro del orillo opuesto.

- Blanco: Simboliza pureza, integridad, firmeza, paz, esperanza y la fe en el futuro. Este color va a continuación del rojo formando también un triángulo cuya base se confunde con la base del triángulo rojo y cuyo vértice se encuentra en el centro del canto vertical opuesto.

- Azul: Representa la justicia, la nobleza, la lealtad y la hermandad de los sinceanos. Este color está formado por dos triángulos, uno superior y otro inferior, cuyas bases ocupan un canto vertical opuesto a la vaina y sus vértices en los ángulos superiores e inferiores de esta, contribuyendo así a darle la forma rectangular que tiene la bandera.

### Himno a Sincé
| - Autor: Fernando Iriarte Navarro. Coro De nuestro escudo con noble emblema que un gran cacique supo sentir somos girones de sus enseñas, que hondas llevamos hasta morir (Bis). I Nuestros abuelos que en tiempos idos fundieron vidas en el crisol, sembrar supieron en tiempos fijos granos fecundos de un gran amor. II Pocas palabras, choques de manos, papel ni sello no ha menester, era indeleble, puro y sagrado el noble culto de la honradez. | III Fueron creciendo nuestros afectos con un ferviente amor al agro, de ser pastores sanos y rectos encomendados al brioso fauno. IV Sinceanos dignos de tus herencias vamos cantando de amor y fe, sintiendo dentro de las conciencias voces que gritan: ¡Viva Sincé! |

## Economía
El sector agropecuario constituye la base de la economía de Sucre, en especial la actividad pecuaria dedicada a la cría y engorde de bovinos. Sincé a nivel departamental y regional se ha destacado por la fabricación de productos derivados de la leche como queso, dulces, suero costeño y las típicas bolas de leche, entre otros.

## Festividades
Las principales festividades de Sincé son las Fiestas Patronales de la Virgen del Socorro, patrona del municipio, las Fiestas en Corralejas y La Semana de la Sinceanidad, entre otras.

#### Semana de la Sinceanidad
La historia de la Semana de la Sinceanidad se remonta al año 1984, cuando algunos ciudadanos  de San Luis de Sincé atendiendo unas directrices de Colcultura y orientados por  la Junta Departamental de Cultura decidieron crear la Junta  Municipal de Cultura de Sincé, siendo su primer presidente Santander Lara. Se establece además la realización de un evento que  resaltara lo más representativo de la cultura del municipio y la proyectará tanto a nivel departamental como nacional, nace así la Semana de la Sinceanidad, se escogió como fecha para llevarla a cabo el 10 de noviembre, con el fin de celebrar el aniversario del municipio; su organización estaba a cargo de la Junta Municipal de Cultura, sin embargo, desde el año 2004 hasta el presente, los alcaldes en curso designan un comité para su  organización

#### La Matanza del Tigre

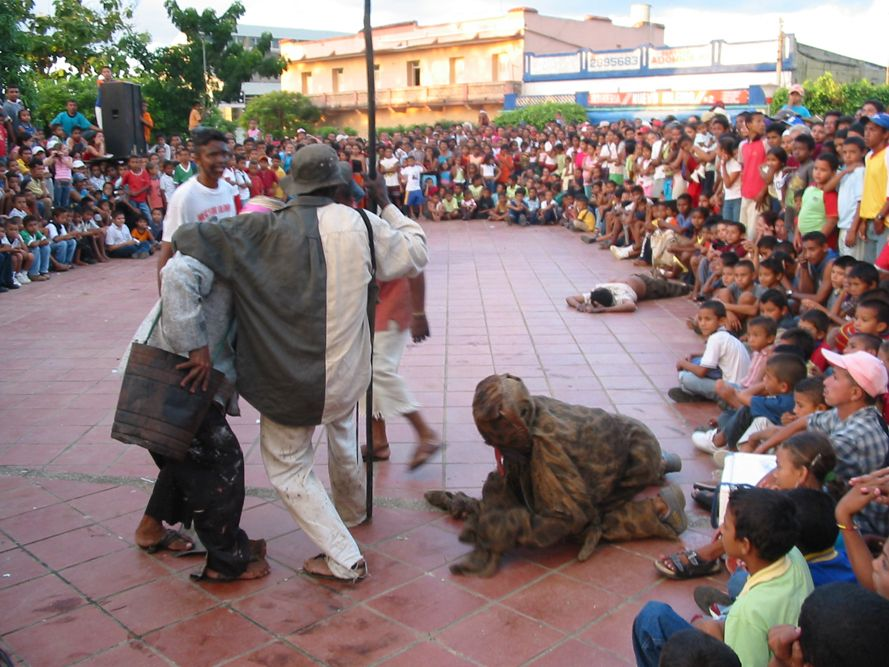
Actores representando la Matanza del Tigre.

La Matanza del Tigre es una tradición escénica y festiva que se celebra en el municipio; consiste en una escenificación teatral callejera que representa de manera jocosa a dos campesinos cazando un tigre, suceso que ocurría en el municipio en épocas pasadas, cuando el felino causaba miedo a la población por atacar principalmente a los ganados. La interpretación teatral de esta parodia se realiza a principios de noviembre en la Plaza Mayor.
La Matanza del Tigre como teatro callejero, ha sido por años un espacio de recreación que reúne todas las clases sociales de la comarca. Allí el artista popular tiene la oportunidad de expresar sus inquietudes, sentimientos de conformismo e inconformismo frente a situaciones reales, haciendo críticas a problemáticas locales, usando como elemento propio de la parodia el humor y la sátira, propias de la idiosincrasia costeña.
Reseña histórica
La tradición local cuenta que el pueblo era atacado por un tigre que se resguardaba en los montes que había alrededor del municipio. Este tigre atacaba principalmente a los ganados de las fincas aledañas y causaba miedo por toda la región, no solo por el ganado sino también por el riesgo de que las personas fueran atacadas por el felino. Entonces un grupo de campesinos, armados con escopetas y lanzas, fueron en busca del tigre para acabar con el miedo de la población y matar al animal que tanto daño le hacía a los ganados.
Salir a cazar al tigre se volvió un gran reto para estos hombres, pero poco a poco se convirtió en una actividad muy popular en toda la región, hasta llegar al punto de volverse una actividad recreativa y de diversión. La necesidad de representación del acto de cacería del tigre, considerado como heroico y de gran valentía, fue dando las primeras pautas a los creativos de la época, por lo general las personas más chistosas del pueblo, con capacidad de narrar historias reales e inventadas, y que servían como repertorio para amenizar parrandas y velorios. Fue así como a uno de estos hombres, a quien llamaban “Nicolás Carnaval”, del que no se sabe exactamente su nombre real ni la época en que vivió, se le ocurrió la idea de disfrazarse de tigre y caracterizar al animal usando un costal de fique, el cual fue adornado con pintas hechas en brea para simular las pintas del animal; el bramido del tigre era emitido a través de una olla de barro, la cual daba gran resonancia, lo que ocasionó que muchos llegaran a pensar que se trataba del tigre real.

## Lugares de interés
- Plaza Mayor de Sincé, en la que encuentra el obelisco sinceano y la diferentes monumentos a los sinceanos destacados.
- Paseo de las Campanas: Ubicado en la carrera 11, entre las calles 7 y 8,  al lado del Santuario, es un paseo peatonal donde se encuentra un monumento donde están ubicadas 3 campanas de diferentes tamaños hechas en bronce que prestaron sus servicios en Sincé entre 1961 y 2007 convirtiéndose en reliquia.
- Santuario de la Virgen del Socorro.
- La Burra y el Arriero: Ubicada en el parque del barrio El Trébol.
- Casa de la Cultura: Ubicada en la esquina de la calle 8 con carrera 9, en la que destaca su galería de arte, la historia y costumbre del municipio de Sincé, la historia de El Trébol legendario; Homenaje a los empalmadores,  El Ordeño Ancestral, La Pollera Colorá rinde un homenaje a la cumbia más representativa de Colombia de la autoría de Juan Madera Castro. La Parodia del Tigre, La Leyenda de los Colorados, entre otros.
- Plaza cultural La pollera Colora: Ubicado a la salida de Since que conduce al municipio de Galeras. Homenaje al compositor sinceano Juan Bautista Madera Castro,  autor de cumbia más representativa del país : La Pollera Colorá.

## Religión

### Santuario de la Virgen del Socorro, patrona de Sincé
La tradición mariana de Sincé data de 1779, cuando un grupo de bandidos conocidos como "Los Colorados" querían acabar con el pueblo, recién trasladado, saqueando e incendiando, pero fueron sorprendidos por un arroyo que creció repentinamente en una época de fuerte verano y luego vieron a una mujer resplandeciente que se paseaba en la otra orilla para impedir su llegada, dejando tras de sí unos fulgores luminosos. Esa mujer, según los relatos antiguos, era la Virgen María, que estaba protegiendo a los sinceanos de los malhechores.
La iglesia de la Natividad de María de Sincé se construyó en un lote ubicado en la plaza principal, donado por el señor Juan Espinoza, famoso ganadero, para reemplazar la iglesia que se quemó entre la noche del 12 y el amanecer del 13 de marzo de 1889. La imagen de la Virgen fue traída desde España por el padre Mariano Rodríguez en el año de 1912. 
En septiembre del año 2015, el templo parroquial de Sincé fue elevado a la categoría de Santuario por el obispo de la diócesis de Sincelejo, José Clavijo.

### Fiestas Patronales en honor a la Virgen del Socorro

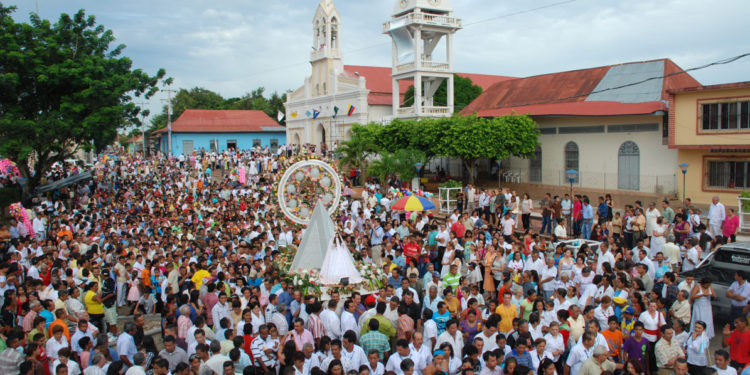
Virgen del Socorro en la solemne procesión.

Desde hace más de 200 años en el municipio de Sincé se celebran las fiestas en honor a la Virgen del Socorro, muy venerada por la población en general, y recordada por haber salvado al pueblo de unos forasteros a finales de 1779.
A lo largo de todos estos años el pueblo sinceano celebra con mucha alegría y amor las Fiestas Patronales. Esta celebración comienza el 30 de agosto de cada año con 9 días de novenas para esperar el gran 8 de septiembre, que se celebra una misa a las 10:00 a. m. en honor a la Natividad de María, y a las 4:00 p. m. se da inicio a la solemne procesión que recorre las principales calles y termina dando tres vueltas por el parque principal, donde María es aclamada por todos los feligreses con pañuelos blancos, cantos y juegos pirotécnicos.

## Servicios

### Salud
La salud en Colombia se rige por la legislación vigente (Ley 100 de 1993) y es regulada por el Ministerio de la Protección Social. En el ámbito local, está a cargo la Secretaría de Salud, que depende de la Alcaldía Municipal. Otras instituciones son la Cruz Roja Colombiana, la Defensa Civil Colombiana, que se encarga de emergencias, calamidades y desastres de origen natural, y el Instituto Colombiano de Bienestar Familiar (ICBF), encargado de la protección integral de la familia y la niñez.
Los centros hospitalarios del municipio son:

### Servicios públicos
- Acueducto: La empresa prestadora del servicio es Aguas de sincé.
- Alcantarillado: La empresa prestadora del servicio es Aguas de sincé.
- Aseo Urbano:
- Alumbrado Público:
- Energía Eléctrica: Afinia del Grupo EPM es la empresa prestadora del servicio de energía eléctrica.
- Gas Natural: Surtigas es la empresa distribuidora y comercializadora de gas natural en el municipio.

### Comunicaciones
- Radio:

## Estructura organizacional municipal
| San Luis de Sincé | San Luis de Sincé | San Luis de Sincé          |
| Departamento      | Código DANE       | Categoría municipal (2023) |
| ----------------- | ----------------- | -------------------------- |
| Sucre             | 70742             | Sexta                      |

- Personería: Es un centro del Ministerio Público de Colombia que ejerce, vigila y hace control sobre la gestión de las alcaldías y entes descentralizados; velan por la promoción y protección de los derechos humanos; vigilan el debido proceso, la conservación del medio ambiente, el patrimonio público y la prestación eficiente de los servicios públicos, garantizando a la ciudadanía la defensa de sus derechos e intereses.

- Concejo Municipal: Se regulan por los reglamentos internos de la corporación en el marco de la Constitución Política Colombiana (artículo 313) y las leyes, en especial la Ley 136 de 1994 y la Ley 1551 de 2012.

- Alcaldía Municipal: En esta se encuentra la administración municipal y las entidades descentralizadas del municipio.

El Alcalde se pronuncia mediante decretos y se desempeña como representante legal, judicial y extrajudicial del municipio. El actual Alcalde municipal es Andrés Aldana Padilla (2024-2027), elegido por voto popular.